# 아랍 치즈
아랍 치즈(아랍어: جبنة عربية 주브나 아라비야[*])는 중동 전역에서 흔히 볼 수 있는 흰 연질 치즈이다. 특히 아라비아만 지역에서 즐겨 먹는다. 맛과 질감이 페타와 비슷하지만 짠맛이 덜하다. 베두인족이 전통적으로 염소젖이나 양젖을 사용해 만들었으나, 현재는 흔히 소젖으로 만든다.

## 같이 보기
- 나블루스 치즈
- 악카 치즈
- 주브나 바이다